# Лома (фільм)
«Лома» — радянський художній фільм 1987 року, знятий режисером Бідзіною Рачвелішвілі на кіностудії «Грузія-фільм».

## Сюжет
Фільм продовжує історію, започатковану картиною «Лома — забутий друг». Після смерті свого господаря вівчарка Лома потрапляє до господаря м'ясної бійні, який сподівався, що вона охоронятиме овець і заганятиме тварин на забій. Проте благородний пес втік і після довгих поневірянь опинився у добрих людей. Але сите життя в міській квартирі скоро набридло псові — і Лома повернувся до рідних місць. У фільмі використано класичну та східну фольклорну музику.

## У ролях
- Гіга Чиракадзе — Зуріко
- Ія Нінідзе — мати Зуріко, дружина Важі
- Отар Зауташвілі — Шалва Багратич, друг Георгія
- Лері Зардіашвілі — пастух
- Резо Імнаїшвілі — пастух
- Мамука Кучава — Важа, батько Зуріко
- Леван Пілпані — син Георгія
- Василь Кахніашвілі — Георгій, старий господар Лома
- Михайло Вашадзе — епізод
- Нука Кацитадзе — епізод
- Говен Чейшвілі — продавець Ломи
- Панто Татараїдзе — епізод
- В. Міндорасвілі — епізод
- Лео Антадзе — Ніко, чоловік на ринку
- Леван Лежава — епізод
- Дареджан Харшиладзе — невістка Георгія
- Джемал Талабадзе — епізод
- Цісана Адеїшвілі — епізод
- Бідзіна Рачвелішвілі — водій, який курив за кермом
- Володимир Меквабішвілі — приятель Ніко, чоловік на ринку
- Акакій Чикваїдзе — пастух

## Знімальна група
- Режисер — Бідзіна Рачвелішвілі
- Сценаристи — Бідзіна Рачвелішвілі, Нугзар Шатаїдзе
- Оператор — Джимшер Крістесашвілі
- Композитор — Яків Бобохідзе
- Художники — Бесік Гелашвілі, Мераб Джохадзе